# Vladimir Simagin
Vladimir Pavlovitsj Simagin (Russisch: Владимир Павлович Симагин) (Moskou, 21 juni 1919 - Kislovodsk, 25 september 1968) was een Russische schaker.
In 1962 werd hij grootmeester FIDE en in 1966 werd hij meester ICCF. Hij was tevens een correspondentieschaker en verdiepte zich derhalve in de openingentheorie. De schaakopening Nimzo-Indisch kent een Simagin variant met de zetten: 1.d4 Pf6 2.c4 e6 3.Pc3 Lb4 4.e3 0-0 5.Pge2 d5 6.a3 Ld6.
Hierin zijn 184 partijen gespeeld, wit wint 57 - zwart wint 60 - remise 67).
In 1963 was Simagin kampioen correspondentieschaak van de USSR.